# Nueva Era (periódico)

## Antecedentes
Se puede considerar que las primeras publicaciones que se pudieran considerar antecesoras del periodismo en México son La Gaceta de México y Noticias de España, que surge en 1772 y cuyo contenido refiere notas oficiales, religiosas y comerciales. En 1805 surge el Diario de México, principal divulgador de las ideas políticas independentistas y liberales de la época.
Hacia finales del siglo XIX y principios del XX había 2579 periódicos; la mayor parte, casi 2 mil, estaban en las provincias y las publicaciones impresas en la capital fueron 576.
El periodismo que hereda Porfirio Díaz de la época juarista es un periodismo de oposición permanente en el que existe una constante confrontación entre los ideólogos de la prensa y la clase gobernante.  Los nuevos diarios incorporaron mejoras técnicas, impulsaron la habilidad de sus periodistas y promovieron de modo creciente la importancia del reportaje como género periodístico, siendo El Imparcial, bajo la dirección de Rafael Reyes Spíndola, el mejor ejemplo. No obstante, hacia las postrimerías del régimen la oposición contra Díaz cobra una fuerza incontenible y los afanes por la renovación social quedan plasmados en periódicos como Restauración y Democracia Cristiana, así como en Regeneración, periódico liberal-anarquista de los hermanos Flores Magón. Este último, se constituyó en un opositor del régimen porfirista, logrando tirajes de hasta 30 mil ejemplares y cuyos principales destinatarios eran los obreros, clase emergente dado el avance de la industrialización, sobre todo en manos de inversores extranjeros.
También se fundaron otros diarios opositores como El Antireeleccionista de José Vasconcelos y Moisés Sanz; el Constitucionalista de Rafael Martínez; México Nuevo, El Partido Democrático y otros diarios de menor presencia, que en su conjunto fueron parte de un sector del periodismo que criticó continuamente al Presidente Díaz.
Durante la Revolución, los diferentes grupos relacionados con el movimiento establecen sus propios medios: en apoyo a los constitucionalistas se fundan El Constitucionalista, El Liberal de Jesús Urueta y El Demócrata de Rafael Martínez, en tanto que para zapatistas y villistas destacan La Convención, El Monitor, La Opinión, El Radical, Tierra y Justicia. Un par de años después nacen El Universal y Excélsior, que habrán de inaugurar la era de los periódicos de circulación nacional con grandes tirajes.

## Historia
Nueva Era se reveló como un factor de poder que apoyó al gobierno de Madero, participó en el debate público y se convirtió en protagonista del desarrollo histórico de México al defender en sus páginas un proyecto de país.
Este diario salió a la luz pública el 31 de julio de 1911, y se mantuvo entre la oposición, durante el interinato de Francisco León de la Barra; el oficialismo, en la mayor parte del periodo presidencial que duró de noviembre de 1911 a febrero de 1913; y la independencia, frente al gobierno y su partido, cuando dirigió sus críticas hacia ambos, semanas antes de la Decena Trágica. Sin embargo, nunca dejó de ser el periódico que representó el pensamiento de un grupo: el que apoyó, defendió y le fue fiel a Madero.
Juan Sánchez Azcona  escribió que “Cada momento político requiere un periódico político”, para justificar la existencia del diario que fundó. El gobierno de Francisco Ignacio Madero y Nueva Era –como vocero y tribuna del grupo que lo respaldó– nacieron de la mano, se desarrollaron y se extinguieron al mismo tiempo. Se acabó el “momento político” del grupo en el poder; la misma suerte sufrió su portavoz, el medio de comunicación que propagó entre la población su visión e ideología y fue un elemento fundamental para que llegara al gobierno. Sin embargo, ese mismo periodismo partidista no le permitió sobrevivir a la revolución maderista; de hecho, de los diarios existentes en esa época, ninguno pasó de 1914 ni de la dictadura huertista.
El diario destacó por esforzarse en hacer un trabajo de calidad y moderno. En este sentido, no sólo se encontró, históricamente, en el proceso de cambio que significó la presidencia de Madero sino también en un periodo de transición de la prensa nacional, al situarse entre el periodismo ideológico y el informativo. La importancia de Nueva Era radica en que integró a los elementos que se alzaron en noviembre de 1910 bajo el liderazgo de Madero. Su equipo quedó constituido, salvo algunas excepciones, por personas fieles al gobierno emanado de la Revolución. El diario fue depositario de periodistas que ya contaban con cierta trayectoria y un gran prestigio, así como semillero de quienes apenas se iniciaban en el oficio. Directores, editorialistas, redactores, reporteros, caricaturistas y fotógrafos se unieron a sus filas, conscientes de la función que debían desempeñar y con la consigna de hacer un periodismo de calidad. Sin embargo, no contó con apoyo administrativo por parte del presidente y su dirección fue inestable. Aunque también tenía la finalidad de establecerse como un negocio rentable, no tuvo los logros económicos esperados.

## Final
Durante el periodo conocido como “Decena Trágica” y a pesar de estar muy cerca del campo de batalla, el periódico alcanzó a imprimir dos números de cuatro planas, además de la edición extra del domingo 9 de febrero de 1913, en la cual se dio a conocer el alzamiento de Díaz y Reyes. Ante la ausencia de energía eléctrica y transporte, y con el fuego cercando La Ciudadela, en esa región de la capital sólo quedaron calles vacías.
El martes 11 de febrero de 1913, dos días después del cuartelazo de Félix Díaz y Bernardo Reyes y la toma de La Ciudadela, el edificio de Nueva Era, ubicado en la esquina de Balderas y Nuevo México –hoy Artículo 123–, fue incendiado y saqueado por simpatizantes de los golpistas. En esa misma fecha circuló entre el público la última edición del diario maderista, la número 553.
Al respecto de este suceso, Sánchez Azcona declaró:
Durante la Decena Trágica fue incendiado el edificio de Nueva Era
[…]. Los incendiarios fueron los mismos “fifíes” metropolitanos
que incendiaron la casa residencia de los padres del presidente
Madero. Cuando vieron que el fuego no alcanzaba a destruir la
magnífica y flamante rotativa, buscaron petardo de dinamita y de
los que se emplean en las minas, y en vandálica y bochornosa exaltación
volaron la valiosa maquinaria.
[…] En el incendio perdí importantes papeles y queridos objetos
míos, que había dejado depositados en el edificio del que
fuera diario de mi dirección. Entre ellos, el histórico estandarte de
México Nuevo y un soberbio retrato autografiado de mi gran maestro
Emilio Zola.
El atentado contra Nueva Era sólo dejó unas instalaciones en ruinas, numerosos agujeros en sus paredes como marcas de los disparos y las ventanas ahumadas. Sin embargo, el gobierno de Francisco Ignacio Madero y Nueva Era –como vocero y tribuna del grupo que lo respaldó– nacieron de la mano, se desarrollaron y se extinguieron al mismo tiempo. Se acabó el “momento político” del grupo en el poder; la misma suerte sufrió su portavoz, el medio de comunicación que propagó entre la población su visión e ideología y fue un elemento fundamental para que llegara al gobierno.